# رودخانه بیستریتسیا
رودخانه بیستریتسیا (به انگلیسی: Bystrytsia River) رودخانه‌ای به‌طول ۱۸۳ کیلومتر است که در اوکراین جریان دارد.